# Jackie Marrero
Joseph "Jackie" Marrero (ur. 9 kwietnia 1993 w San Juan) – portorykański piłkarz występujący na pozycji napastnika, obecnie zawodnik Puerto Rico Islanders.

## Kariera klubowa
Marrero rozpoczynał swoją karierę piłkarską jako osiemnastolatek w skromnej drużynie Conquistadores de Guaynabo, skąd po roku przeszedł do znacznie bardziej utytułowanego Puerto Rico Islanders, rozgrywającego swoje mecze w drugiej lidze amerykańskiej. W North American Soccer League zadebiutował 3 czerwca 2012 w przegranym 1:2 spotkaniu z Carolina Railhawks.

## Kariera reprezentacyjna
W seniorskiej reprezentacji Portoryka Marrero zadebiutował 11 listopada 2011 w wygranym 4:0 spotkaniu z Saint Lucia w ramach eliminacji do Mistrzostw Świata 2014. Pierwszego gola w kadrze narodowej strzelił natomiast trzy dni później w wygranej 3:0 konfrontacji z tym samym rywalem. Jego drużyna nie zdołała się jednak zakwalifikować na mundial.